# Фіскал (острів)
Фискал (порт. Ilha Fiscal) - острів, розташований у затоці Гуанабара і входить до складу міста Ріо-де-Жанейро (Бразилія).
Спочатку острів називався європейцями як порт. Ilha dos Ratos – острів щурів. Сучасну назву острів отримав у ХІХ столітті, коли на ньому діяла Фінансова гвардія, яка контролювала порт тодішньої столиці Бразильської імперії. Враховуючи мальовничий навколишній ландшафт, імператор Педру II, відзначивши мальовничий краєвид острова, доручив розробити проект замку на ньому французькому архітектору Віолет-ле-Дюку. Збудований у неоготичному стилі епохи Відродження зі шпилями та середньовічними зубцями замок урочисто відкрито у квітні 1889. А вже через півроку замок і острів стали знаменитими, після того, як приймали останній імператорський бал за участю 5000 гостей перед проголошенням Бразильської республіки в листопаді 1889.
У 1930 острів з'єднаний із найближчим Зміїним островом вузьким бетонним молом.
Нині тут знаходиться музей історії військово-морського флоту під керівництвом Військово-морських сил Бразилії.